# Corviale
A Corviale (hivatalosan Nuovo Corviale, azaz „új Corviale”) egy önálló városrésznek is tekinthető épületegyüttes Róma egyik külvárosának peremén. Három fő épületből áll, közülük a legnagyobb egy olyan 9-emeletes lakóház, amely közel 1 kilométer hosszú. Vele párhuzamosan egy alacsonyabb, de ugyanilyen hosszú ház húzódik, vele körülbelül 45 fokos szöget bezárva pedig egy harmadik, mintegy 270 méteres ház is áll. A terület becslések szerint mintegy 6000–8000 embernek ad otthont. A legnagyobb épület beceneve Serpentone, azaz „nagy kígyó”, valamint Palazzo Chilometro, azaz „kilométer-palota”.
Lakói többnyire szegény, rossz körülmények között élő emberek, ezért az egész terület az olaszok kollektív tudatában a lepusztult külvárosok jelképeként él.

## Története
Tervezésével 1972-ben bízott meg az IACP (Istituto Autonomo Case Popolari, azaz „Bérházak Autonóm Intézete”) egy 23 főből álló csoportot, amelyet Mario Fiorentino építész vezetett, és részt vett benne többek között Federico Gorio, Piero Maria Lugli, Giulio Sterbini és Michele Valori is. A tényleges építkezés azonban csak 1975. május 12-én kezdődött el, és az első 122 lakást csak jelentős késéssel, 1982. október 7-én adták át. A 23 millió lírás költségek végül több mint 90 millió lírára nőttek.
Még 1983-ban, amikor nem volt teljesen kész, számos otthontalan ember költözött be illegálisan az épületbe. Amikor elkészült, eredetileg 1200 önálló lakást tartalmazott, de később a negyedik emelet kezdetben üzletek és egyéb kereskedelmi egységek céljára tervezett helyiségeiben újabb lakásokat alakítottak ki. Az elhanyagoltság és lepusztultság ezek után még több évtizedig jellemezte. Az 1990-es évektől kezdve mind olasz, mind külföldi építészeti és urbanisztikai iskolákban visszatérő téma volt a Corviale, amelynek a rehabilitációjára számos terv is született, sőt, még a lebontásának ötlete is felmerült.

## Leírás
A mintegy 60 hektáros területen, egy kisebb domb tetején felépült Corviale Róma délnyugati szélén, a XI. városnegyedben helyezkedik el, a Nagy Körgyűrűn belül, attól mintegy 2 km-re. A 9-emeletes, valamint két pinceszinttel és egy garázssorral is rendelkező, 980 méter hosszú főépület az észak–déli iránytól mintegy 10 fokos szöggel tér el, középpontjától kissé északra megszakad, ezért két épületnek is tekinthető. Több kilométernyi, nagyrészt nyirkos és rosszul megvilágított belső folyosója, 74 lifjte, néhol kusza átjárói és lépcsői valóságos labirintussá teszik. Az épület hat úgynevezett „kezelési egységre” oszlik, mindegyik résznek külön bejárata van és külön helyisége a lakógyűlések számára.
A főépülettel párhuzamosan, tőle körülbelül 30 méter távolságra nyugatra egy alacsonyabb, de szintén ilyen hosszú épület is húzódik, amely azonban nem téglalap alaprajzú, mert hossztengelyétől egyes szakaszai hol keleti, hol nyugati irányban kissé el vannak tolódva. Ez az épület, amelynek lakásait eredetileg idős és fogyatékos embereknek szánták, egy szabadtéri amfiteátrummal van megszakítva, amelyet Teatro Corvialénak, azaz „Corviale Színháznak” hívnak.
A harmadik legnagyobb lakóépület a főépülettől keletre található, azzal körülbelül 45 fokos szöget zár be, hosszúsága nagyjából 270 méter.
Az épületegyüttesnek kisebb épületek is tagjai: van itt iskola, piac, orvosi rendelő, irodák, könyvtár és egy 500 fő befogadására alkalmas ülésterem is.

## Képek

Térkép
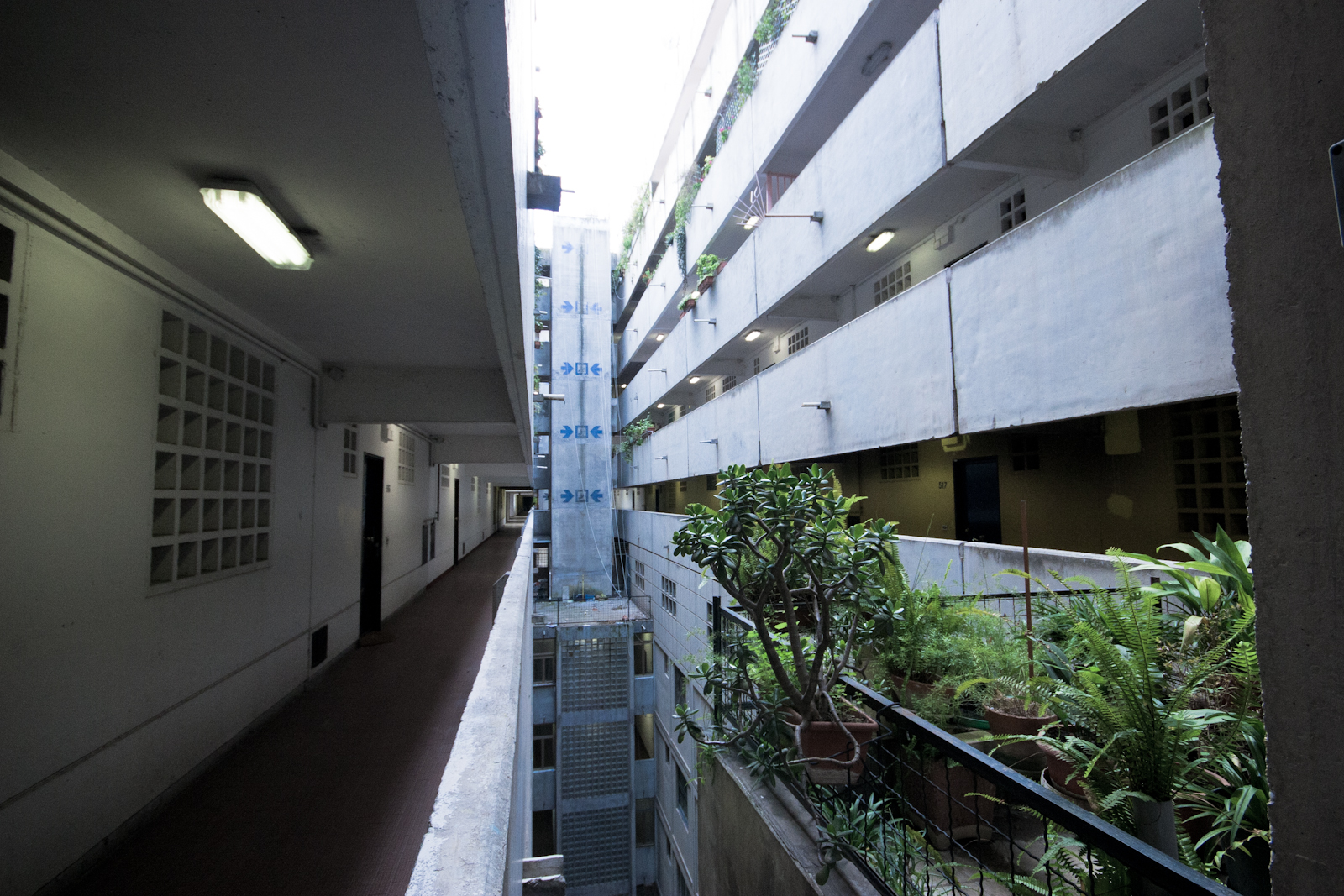
Részlet az épületből